# Anse la Raye (quận)
Anse la Raye là một quận ở phía tây đảo quốc Saint Lucia ở Caribe. Năm 2001, dân số của quận là 6.071 người, và chủ yếu là các ngư dân và lao động nông nghiệp. Thị trấn chính của quận có cùng tên và nằm ở phía tây thủ đô Castries.

## Thị trấn
- Anse La Raye
- Canaries